# زنغ قو يوان
زنغ قو يوان (بالصينية: 曾國原) (بالإنجليزية: Zeng Guo Yuan)‏ هو سياسي سنغافوري، ولد في 1953 في سنغافورة. حزبياً، نشط في حزب العمال السنغافوري.